# Limmen
Limmen è una località dei Paesi Bassi situata nel comune di Castricum, nella provincia dell'Olanda Settentrionale.